# Неве-Шалом (Стамбул)

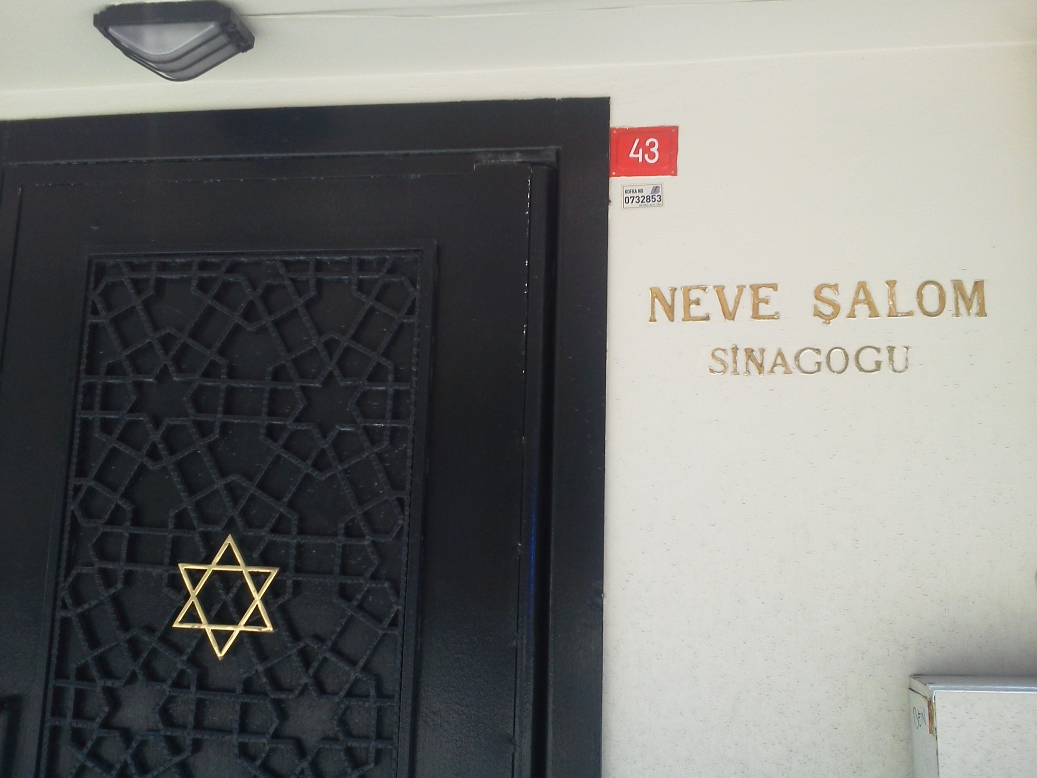
Двери синагоги Неве Шалом.

Синагога «Неве-Шалом» (тур. Neve Şalom Sinagogu, ивр. בית הכנסת נווה שלום‎; лит. «Оазис мира» или «Долина мира») — синагога, расположенная в районе Галата в Стамбуле (Турция).
В конце 1930-х годов, когда еврейское население в стамбульских районах старой Перы и Галата увеличилось, было принято решение о сносе еврейской начальной школы (1949) и постройке на её месте новой синагоги, строительство которой закончилось в 1951 году. Архитекторами синагоги были молодые турецкие евреи Эльо Вентура и Бернар Мотола. В инагурации открытия синагоги «Неве Шалом» в присутствии главного раввина Турции, хахам-баши Рафаэля Давида Сабана в воскресенье 25 марта 1951 года (17 Адар 5711 года по еврейскому календарю).
Синагога «Неве-Шалом» является центральной и самой большой сефардской синагогой в Стамбуле.
Синагога пострадала от трёх терактов: 6 сентября 1986 года, 1 марта 1992 года и 16 ноября 2003 года.

## Современность
Посетить синагогу в качестве туриста можно только при предъявлении паспорта. Открыта для посещений с 13 часов дня.